# Bembidion kincaidi
Bembidion kincaidi är en skalbaggsart som beskrevs av Hatch. Bembidion kincaidi ingår i släktet Bembidion och familjen jordlöpare. Inga underarter finns listade i Catalogue of Life.